# Climat de la Haute-Corse
Le climat d'une grande partie de la Haute-Corse est de type méditerranéen : chaud et sec en été, doux et pluvieux en hiver. Cependant, l’île connaît aussi des nuances du climat alpin, en particulier en hiver. Il n'est pas rare de voir les sommets des montagnes enneigés jusqu'à mai-juin.

## Climat à Bastia
Bastia possède un climat méditerranéen. La température moyenne annuelle s'élève à 15,5 °C et on y compte environ cinq jours de gel par an. Les vents y sont relativement fréquents et violents, la pluviométrie abondante (799,3 mm), mais on compte toutefois une moyenne de 240 jours de soleil par an.
| Mois                              | jan. | fév. | mars | avril | mai  | juin | jui. | août | sep. | oct. | nov. | déc. | année |
| --------------------------------- | ---- | ---- | ---- | ----- | ---- | ---- | ---- | ---- | ---- | ---- | ---- | ---- | ----- |
| Température minimale moyenne (°C) | 5,1  | 4,9  | 6,7  | 8,8   | 12,4 | 16   | 19   | 19,4 | 16,5 | 13,3 | 9,2  | 6,3  | 11,5  |
| Température moyenne (°C)          | 9,1  | 9,4  | 10,8 | 12,9  | 16,3 | 20   | 23,2 | 23,3 | 20,6 | 17,1 | 12,9 | 10,1 | 15,5  |
| Température maximale moyenne (°C) | 13,6 | 13,8 | 15,6 | 17,8  | 22   | 25,8 | 29,1 | 29,3 | 25,8 | 21,9 | 17,4 | 14,5 | 20,6  |
| Ensoleillement (h)                | 134  | 158  | 192  | 214   | 268  | 296  | 345  | 304  | 232  | 176  | 133  | 128  | 2 579 |
| Précipitations (mm)               | 67   | 57   | 60   | 76    | 50   | 41   | 13   | 21   | 81   | 127  | 114  | 93   | 799,3 |

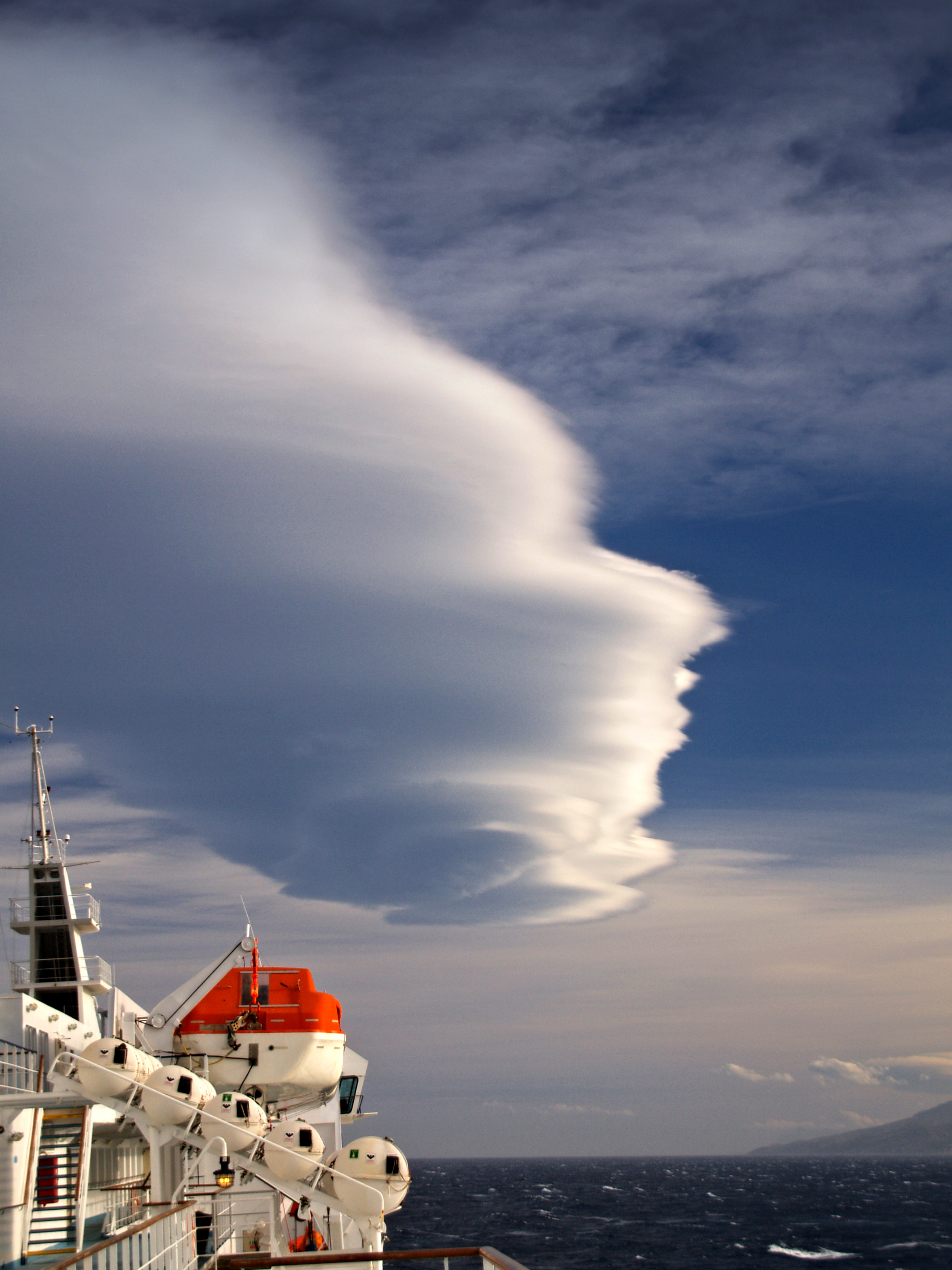
Nuage lenticulaire au large de Bastia.

La commune est concernée par deux étages de végétation qui sont l’expression d’un climat mais aussi d’une flore :
- Étage thermoméditerranéen (de 1  à   100 m d’altitude aux adrets). Cet étage se caractérise par une saison estivale sèche de deux à trois mois qui favorise l’olivier sauvage, l’asperge blanche, le lentisque, l’euphorbe arborescente, la clématite, etc.
- Étage mésoméditerranéen (de 100  à   1 000 m d’altitude aux adrets, de 0  à   700 m aux ubacs). Cet étage aux températures plus fraîches, est caractérisé essentiellement par le chêne vert, les maquis à bruyère et arbousier mais aussi par le chêne liège et le pin maritime (adret), le chêne pubescent (ubac), le châtaignier ou encore la lavande, le genêt, les cistes et le lentisque[1]. Sur les hauteurs, entre des roches à nu, la végétation est rase, balayée par les fréquents et violents vents d'ouest et du sud-ouest (libeccio) qui se renforcent en franchissant la ligne de crête de la Serra di Pigno et dévalent le long des vallons jusqu'à la mer, formant de remarquables nuages lenticulaires au large de Bastia.

## Climat à Calvi
Calvi bénéficie d'un climat méditerranéen aux hivers doux et humides et aux étés chauds et secs.
Du fait de sa situation, la commune ainsi que toute la région de la Balagne sont soumis aux vents du large. Il y pleut faiblement, ce qui explique la sécheresse estivale et les grands incendies qui s'ensuivent chaque année (37 jours par an avec pluie >5 mm). Son doux climat, ses plages blondes, la chaîne de montagnes parmi les plus hautes de Corse qui l'entoure, sa fière citadelle, son passé historique, ses ports et son aéroport international sont les atouts majeurs de son expansion.
| Mois                     | jan. | fév. | mars | avril | mai  | juin | jui. | août | sep. | oct. | nov.  | déc. | année |
| ------------------------ | ---- | ---- | ---- | ----- | ---- | ---- | ---- | ---- | ---- | ---- | ----- | ---- | ----- |
| Température moyenne (°C) | 9    | 9,4  | 10,9 | 13,2  | 16,7 | 20,4 | 23,4 | 23,4 | 20,7 | 17   | 12,8  | 10   | 15,9  |
| Précipitations (mm)      | 77,6 | 70,4 | 63,8 | 62,3  | 41,1 | 25,9 | 11,8 | 25,7 | 53,8 | 80,3 | 103,7 | 82,2 | 700,9 |

L'altitude moyenne de la commune est assez basse, se situant à 81 m ; le climat sec estival et la flore sont de type méditerranéen.
À l'étage thermoméditerranéen, soit de 1 à 100 m d’altitude aux adrets, la saison estivale sèche de deux à trois mois favorise l’olivier sauvage, l’asperge blanche, le lentisque, l’euphorbe arborescente, la clématite, etc. Plus haut, l'étage mésoméditerranéen (de 100 à 1 000 m d’altitude aux adrets, de 0 à 700 m aux ubacs), est caractérisé essentiellement par le chêne vert, les maquis à bruyère et arbousier mais aussi par le chêne-liège et le pin maritime (adret), le chêne pubescent (ubac), le châtaignier ou encore la lavande, le genêt épineux, les cistes et le lentisque.
À noter, sur la place du 1er Bataillon de choc et près de la gare, la présence d'un curieux végétal, le Phytolacca dioica ou Belombra, arbre originaire de la pampa argentine et introduit en Corse vers le milieu du XIXe siècle.

## Climat à Corte
Corte possède un climat méditerranéen avec des nuances de montagne. La température moyenne annuelle s'élève à 13 °C et on y compte environ 56 jours de gel par an. Les records de température enregistrés sont de 41,1 °C et de −8,7 °C, le record de précipitations en un jour étant de 145 mm.
| Mois                              | jan. | fév. | mars | avril | mai  | juin | jui. | août | sep. | oct. | nov. | déc. | année |
| --------------------------------- | ---- | ---- | ---- | ----- | ---- | ---- | ---- | ---- | ---- | ---- | ---- | ---- | ----- |
| Température minimale moyenne (°C) | 1,1  | 1,1  | 3,2  | 6,1   | 9,4  | 13   | 11,4 | 12   | 11,1 | 5,9  | 2,8  | 1,7  | 6,6   |
| Température moyenne (°C)          | 6,5  | 6,2  | 8,4  | 11,8  | 15,9 | 19,7 | 21,1 | 21   | 18,1 | 12,6 | 7,6  | 5,8  | 12,9  |
| Température maximale moyenne (°C) | 11,3 | 11,2 | 13,5 | 17,1  | 22,4 | 25,2 | 30,4 | 29,5 | 25   | 19,3 | 12,4 | 9,7  | 18,9  |
| Précipitations (mm)               | 67   | 78   | 70   | 56    | 44   | 29   | 12   | 29   | 52   | 93   | 95   | 87   | 712   |

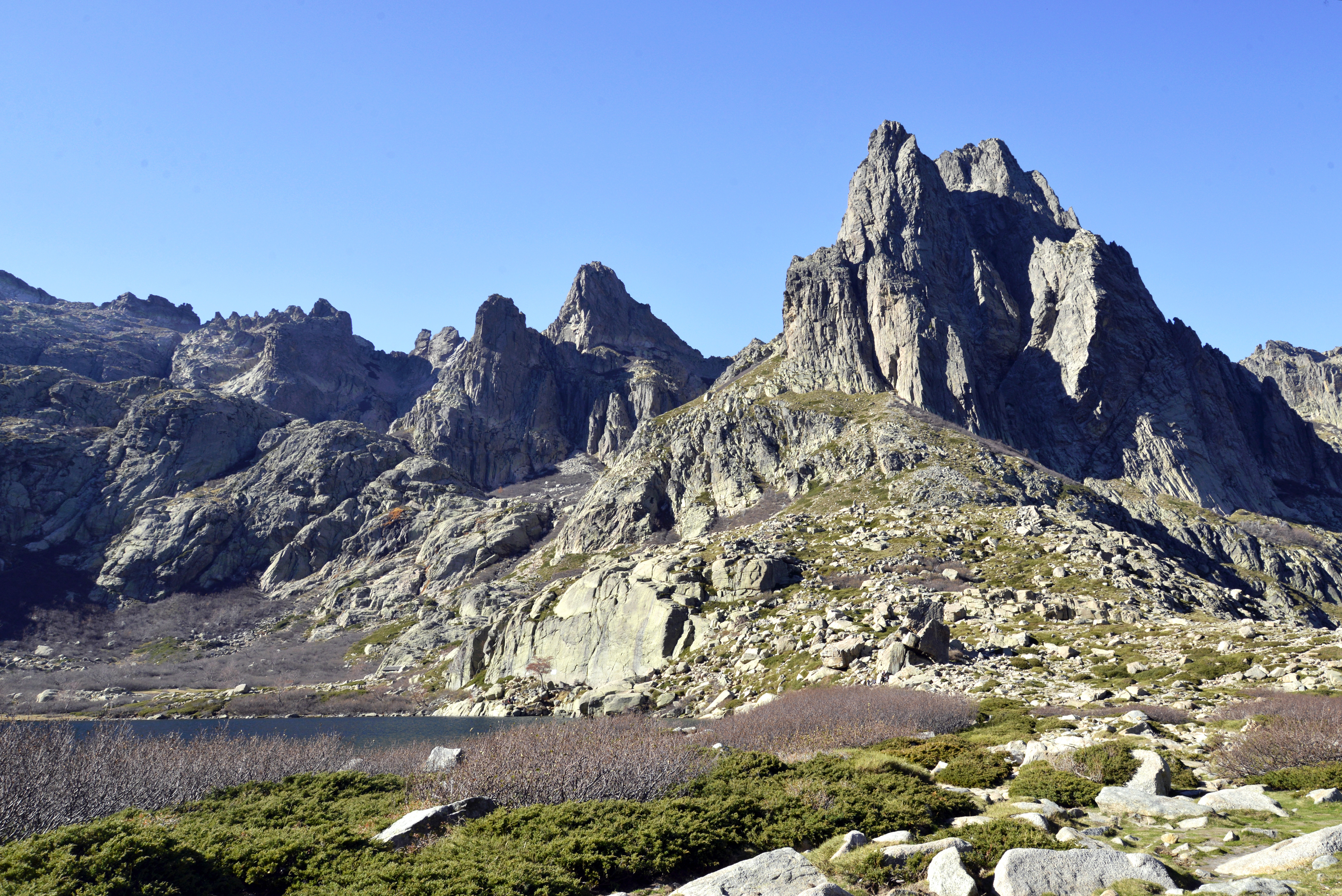
Le lac de Melo dominé par le Lombarduccio (2261 m).

Son territoire s'étend de 299  et   2 622 mètres d'altitude. Elle comprend une partie « haute montagne » au-dessus de 1 100 m laissant paraître des paysages rocailleux, souvent partiellement dénuées de végétation.
Cette végétation est diversifiée en fonction de l’étagement altitudinal. Dans la plaine sa partie la plus basse où s'écoule le Tavignano, le maquis couvre les parcelles autrefois travaillées, partagées par des murs de galets granitiques. Les collines sont revêtues d'un haut maquis, dense, fait essentiellement d'arbousiers, de bruyères, avec des bosquets de chênes verts et pins maritimes. Au-dessus, la limite inférieure de l’étage montagnard, caractérisé par les séries du pin laricio et du hêtre, commence vers 1 100 - 1 200 mètres. L’étage montagnard atteint 1 750 - 1 800 mètres, la limite supérieure des forêts en Corse. Au-dessus, l’étage subalpin s’étend jusqu'à 2 000 - 2 100 mètres en moyenne ; il est caractérisé par le développement d’aulne odorant (espèce endémique corse Alnus viridis ssp. suaveolens), de genévriers, des fougères et de landes, sans véritables arbres. L’étage alpin situé au-delà de la limite supérieure des brousses et des landes à arbustes nains et pelouses composées de  nard et de carex, est caractérisé par la durée de l’enneigement, la rigueur de l’hiver, les fortes amplitudes thermiques et une relative sécheresse estivale.
Les nombreux lacs en montagne sont gelés une bonne partie de l'année. Le lac de Melo, le plus bas à 1 711 m d'altitude, est gelé 5 à 6 mois par an.
À l'étage montagnard, se situent la forêt territoriale du Tavignano au nord, et la forêt communale de Corte-Restonica au sud, des forêts composées essentiellement de résineux (pin laricio). Celles-ci sont séparées par le chaînon secondaire matérialisé entre les vallées du Tavignano et de la Restonica.